# Carlos Tello Macías
Carlos Alejandro Tello Macías (Ginebra, Suiza, 4 de noviembre de 1938-30 de julio de 2024) fue un diplomático, economista, académico, profesor, escritor y político mexicano, miembro del Partido Revolucionario Institucional.
Se ha desempeñado como secretario de Programación y Presupuesto de 1976 a 1977 y director general del Banco de México en 1982 durante la presidencia de José López Portillo y como embajador de México en la Unión Soviética de 1990 a 1992 y embajador de México en Cuba en 1994 nombrado por Carlos Salinas de Gortari.

## Biografía
Carlos Tello Macías nació en Ginebra mientras su padre, Manuel Tello Baurraud, se desempeñaba como Ministro de México antes las organizaciones mundiales con sede en dicha ciudad suiza. Su padre ocupó varios cargos en el Servicio Exterior Mexicano y llegó a desempeñar la Secretaría de Relaciones Exteriores de 1958 a 1964 y su hermano, Manuel Tello Macías también ocupó la titularidad de la misma secretaría de 1993 a 1994. Fue esposo de Catalina Díaz Casasús, bisnieta de Porfirio Díaz y el padre del historiador Carlos Tello Díaz, del analista político Javier Tello Díaz y de la antropóloga Martha Tello Díaz.
Se graduó como licenciado en Economía en la Universidad de Georgetown, tiene una maestría en Economía en la Universidad de Columbia y realizó estudios de doctorado en Economía en la Universidad de Cambridge. Carlos Tello Macías fue un economista partidario de la amplia participación del estado en la economía y opositor del modelo neoliberal.
De 1959 a 1960 laboró como economista en el departamento de Ahorro Externo de Nacional Financiera y de 1960 a 1961 mismo cargo en la junta de gobierno de la comisión de Entidades Paraestales; de 1968 a 1970 fue asesor del subsecretario de la Presidencia, José López Portillo, iniciando de esta manera una relación política con él. De 1971 a 1975 fue subdirector general de Crédito de la Secretaría de Hacienda y Crédito Público, siendo titulares de la misma Hugo B. Margáin y luego el propio López Portillo, que en 1975 lo ascendió a subsecretario de Ingresos, en el gobierno de Luis Echeverría Álvarez. Permaneció como subsecretario hasta 1976, aún después de que López Portillo fue postulado candidato del PRI a presidente de México y en la secretaría de Hacienda lo sustituyó Mario Ramón Beteta. 
El 1 de diciembre de 1976 José López Portillo asumió la presidencia de México y lo designó primer titular de la recién creada Secretaría de Programación y Presupuesto, entidad de nueva creación formada con la antigua Secretaría de la Presidencia y con el ramo de egresos de la Secretaría de Hacienda. Durante su paso por la titularidad de esta secretaría, Tello se enfrentó con el Secretario de Hacienda, Julio Rodolfo Moctezuma por cuestiones de política económica, y este enfrentamiento culminó con la salida de ambos de sus cargos menos de un año después de haberlos ocupado, el 16 de noviembre de 1977. 
En 1978, el presidente López Portillo lo nombra director general de Financiera Nacional Azucarera y permanece ahí hasta el 2 de septiembre de 1982 en que el mismo presidente lo desgina director general del Banco de México al día siguiente de decretar la nacionalización de la banca privada del país; medida de la cual Tello sería el principal ideólogo e impulsor, junto a José Andrés de Oteyza y José Ramón López Portillo. Permaneció únicamente en el cargo los tres meses restantes del gobierno lopezportillista, culminando el 30 de noviembre del mismo año; pues su sucesor Miguel de la Madrid Hurtado, opositor ideológico de la nacionalización bancaria, no lo ratificó en el cargo.
Retornó a cargos gubernamentales hasta 1987, cuando el mismo presidente Miguel de la Madrid lo nombró embajador de México en Portugal, permaneciendo en dicho puesto diplomático hasta 1989. Ese año, el nuevo presidente Carlos Salinas de Gortari, lo nombró como primer presidente del consejo consultivo del Programa Nacional de Solidaridad, programa social emblema del gobierno salinista. Dejó el cargo en 1990, al ser nombrado embajador de México ante la Unión Soviética el 21 de julio de dicho año. Estando en este puesto ocurrió la disolución de la URSS el 26 de diciembre de 1991, por lo que fue el último embajador mexicano ante esta entidad y el primero ante el nuevo gobierno de la Federación de Rusia; terminó su misión el 5 de febrero de 1994. El 14 de febrero siguiente, es nombrado a su vez embajador de México en Cuba, culminando su cargo el 31 de diciembre del mismo año.
Fue entonces nombrado por el nuevo presidente, Ernesto Zedillo, como director general del Instituto Nacional Indigenista hasta el año de 1998, en que dejó el cargo, que sería su última posición en la administración pública.
Además se desempeñó como catedrático de la Universidad Nacional Autónoma de México (UNAM), de El Colegio de México y ha ofrecido cursos en la Comisión Económica para América Latina y el Caribe, así mismo ha sido investigador para el Instituto Nacional de Antropología e Historia. En diciembre de 2016, el Consejo Universitario nombró a Tello Macías, Profesor Emérito de la Facultad de Economía de la UNAM
Falleció el día 30 de julio de 2024, a la edad de 85 años.

## Publicaciones

### Libros
- La Revolución de los Ricos (2012), con Jorge Ibarra
- Estado y desarrollo económico: México 1920-2006 (2007)
- La desigualdad en México (1984), con Rolando Cordera
- La nacionalización de la banca en México (1984)
- México, la disputa por la nación: perspectivas y opciones del desarrollo (1981), con Rolando Cordera
- La política económica en México, 1970-1976 (1979)
- "Ahora recuerdo: cuarenta años de historia política y económica en México" (2013).
- "México: las finanzas públicas en los años neoliberales" (2015).